# Evropska kartica zdravstvenega zavarovanja
Evropska kartica zdravstvenega zavarovanja (kratica EU KZZ) je listina, ki jo v Sloveniji brezplačno izdaja Zavod za zdravstveno zavarovanje Slovenije in, s katero zavarovana oseba uveljavlja nujne in potrebne zdravstvene storitve v državah članicah Evropske unije (EU), Evropskega gospodarskega prostora (EGP) in Švici, ter nujne zdravstvene storitve v Makedoniji, Srbiji in Avstraliji.
Zdravnik na podlagi evropske kartice osebi nudi zdravstvene storitve v takem obsegu, da se ji zgolj zaradi zdravljenja ni treba vrniti v pristojno državo pred potekom nameravanega bivanja v drugi državi članici EU, EGP in Švici.
Evropska kartica ne pokriva stroškov zdravljenja oz. poroda v državah članicah EU, EGP ter Švici, če je bil namen bivanja zavarovane osebe v teh državah zdravljenje oz. porod.